# Hieracium juranum
Lo sparviere di Mougeot (nome scientifico  Hieracium juranum  Rapin, 1842 ) è una specie di pianta angiosperma dicotiledone della famiglia delle Asteraceae.  Hieracium juranum è anche l'unica "specie principale" italiana appartenente alla sezione Hieracium sect. Oleosa   (Arv.-Touv.) J.-M. Tison.

## Etimologia
Il nome del genere deriva dalla parola greca hierax o hierakion (= sparviere, falco). Il nome del genere è stato dato inizialmente dal botanico francese Joseph Pitton de Tournefort (1656 - 1708) rifacendosi probabilmente ad alcuni scritti del naturalista romano Gaio Plinio Secondo (23 - 79) nei quali, secondo la tradizione, i rapaci si servivano di questa pianta per irrobustire la loro vista. L'epiteto specifico (juranum ) deriva dal nome del massiccio del Giura (una catena montuosa tra la Francia e la Svizzera). Il nome comune della specie è stato dato in onore di J.B. Mougeot (1776 - 1858), alsaziano, botanico e medico.
Il nome scientifico della specie è stato definito dal botanico Daniel Rapin (1799-1882) nella pubblicazione " Le Guide du Botaniste dans le Canton de Vaud, comprenant la description de toutes les Plantes Vasculaires qui croissent spontanément dans ce Canton, et l'indication de celles qui y sont généralement cultivées pour les usages domestiques" ( Guide Bot. Vaud 212 (-213) ) del 1842. Il nome scientifico della sezione è stato definito dai botanici Jean Maurice Casimir Arvet-Touvet (1841-1913) e J.-M. Tison.

## Descrizione

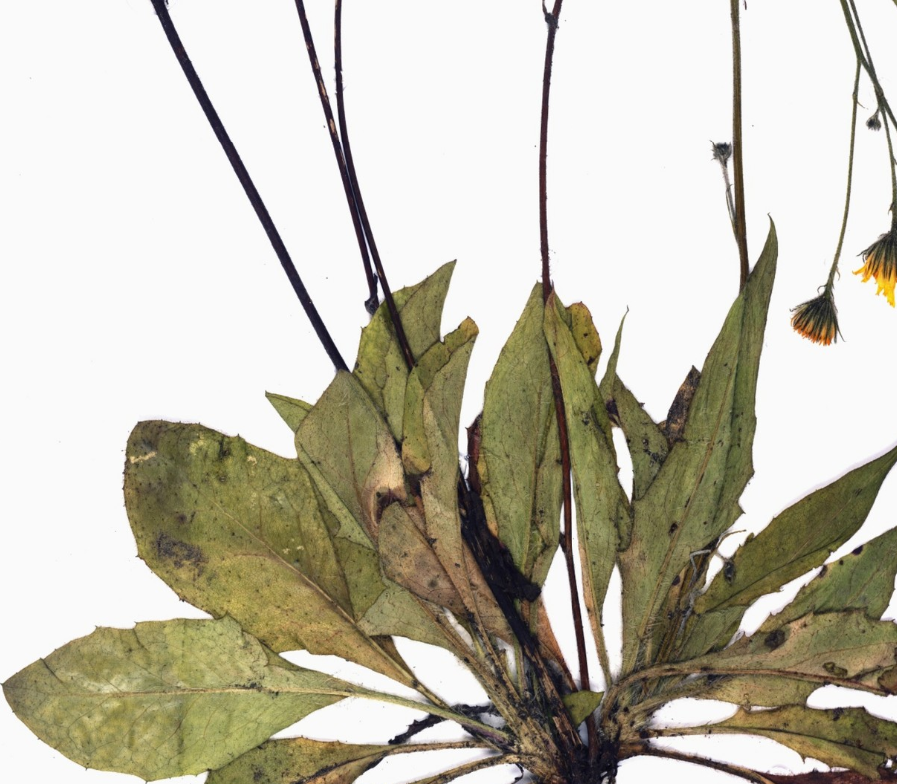
Le foglie

Habitus. La forma biologica è emicriptofita scaposa (H scap), ossia in generale sono piante erbacee, a ciclo biologico perenne, con gemme svernanti al livello del suolo e protette dalla lettiera o dalla neve e sono dotate di un asse fiorale eretto e spesso privo di foglie. Tutte le specie del gruppo sono provviste di latice. Le specie di questo gruppo sono piante di tipo fillopode (raramente sono hypofillopode); inoltre i peli ghiandolari e quelli stellati sono poco presenti.
Fusto. I fusti, in genere eretti, robusti e ascendenti, sono di solito solitari e mediamente ramificati o afilli. Il colore è verde e verde-rossastro. L'acladio è di 2 – 8 cm. Le radici in genere sono di tipo fittonante. Altezza media della pianta: 30 – 50 cm (massimo 70 cm).
Foglie. Sono presenti sia foglie delle rosette basali (3 - 4) che cauline (2 - 4) con disposizione alterna. Le lamine delle foglie basali sono intere o dentate con forme da obovate fino a ellittica o ellittico-lanceolate; la consistenza è molle con i margini colorati di verde glauco; alla base sono attenuate e più o meno brevemente picciolate (picciolo alato). Le foglie cauline in genere sono poco numerose progressivamente decrescenti con lamine più lanceolate e con piccioli subalati.
Infiorescenza. La sinflorescenza è del tipo forcato o lassamente panicolato, monocefala con 2 - 3 rami arcuato ascendenti con 1 - 2 capolini terminali. I capolini, peduncolati (i peduncoli sono sottili o ingrossati e sottesi da 1 - 4 brattee fogliacee), solamente di tipo ligulifloro, sono formati da un involucro composto da diverse brattee (o squame) all'interno delle quali un ricettacolo fa da base ai fiori ligulati. L'involucro ha una forma emisferica ed è formato da diverse serie di brattee. Le brattee sono colorate di verde scuro, con forme strettamente ovato-lanceolate. Il ricettacolo, alla base dei fiori, è nudo (senza pagliette) e alveolato (i margini degli alveoli sono cigliati). Dimensione dell'involucro: 11 – 13 mm
Fiori. I fiori, tutti ligulati, sono tetra-ciclici (ossia sono presenti 4 verticilli: calice – corolla – androceo – gineceo) e pentameri (ogni verticillo ha in genere 5 elementi). I fiori sono ermafroditi, fertili e zigomorfi.
- Formula fiorale:

*/x K {\displaystyle \infty }, [C (5), A (5)], G 2 (infero), achenio
- Calice: i sepali del calice sono ridotti ad una coroncina di squame.
- Corolla: le corolle sono formate da un tubo e da una ligula terminante con 5 denti; il colore è giallo. I dentelli apicali sono cigliati. Dimensioni delle ligule: larghezza 2 mm; lunghezza 15 – 20 mm.
- Androceo: gli stami sono 5 con filamenti liberi, mentre le antere sono saldate in un manicotto (o tubo) circondante lo stilo.[14] Le antere alla base sono acute. Il polline è tricolporato.[15]
- Gineceo: lo stilo giallo (con tendenza al nerastro) è filiforme e peloso sul lato inferiore; gli stigmi dello stilo sono due divergenti. L'ovario è infero uniloculare formato da 2 carpelli. La superficie stigmatica è interna.[16]
- Antesi: da luglio ad agosto (fioritura tardo-primaverile, fino a estiva).

Frutti. I frutti sono degli acheni con pappo. Gli acheni hanno una forma da oblunga a obovoide-obconica con apice troncato e privi di becco (non sono compressi); in alcuni casi gli acheni sono provvisti di coste longitudinali. Il colore è castano scuro. Il pappo si compone di peli semplici grigiastri, scabri o barbati (non piumosi). Raramente il pappo è assente. Dimensione degli acheni: 3 – 4 mm.

## Biologia
Impollinazione: l'impollinazione avviene tramite insetti (impollinazione entomogama tramite farfalle diurne e notturne).

Riproduzione: la fecondazione avviene fondamentalmente tramite l'impollinazione dei fiori (vedi sopra).

Dispersione: i semi (gli acheni) cadendo a terra sono successivamente dispersi soprattutto da insetti tipo formiche (disseminazione mirmecoria). In questo tipo di piante avviene anche un altro tipo di dispersione: zoocoria. Infatti gli uncini delle brattee dell'involucro (se presenti) si agganciano ai peli degli animali di passaggio disperdendo così anche su lunghe distanze i semi della pianta.

## Distribuzione e habitat
Geoelemento: il tipo corologico (area di origine) è Ovest Europeo (Subatlantico).
Distribuzione: in Italia questa specie si trova molto raramente nelle Alpi Cozie.
Habitat: l'habitat preferito per queste piante sono le rupi e i pendii sassosi.
Distribuzione altitudinale: sui rilievi alpini, in Italia, queste piante si possono trovare fino a 800 m s.l.m..

## Tassonomia
La famiglia di appartenenza di questa voce (Asteraceae o Compositae, nomen conservandum) probabilmente originaria del Sud America, è la più numerosa del mondo vegetale, comprende oltre 23.000 specie distribuite su 1.535 generi, oppure 22.750 specie e 1.530 generi secondo altre fonti (una delle checklist più aggiornata elenca fino a 1.679 generi). La famiglia attualmente (2021) è divisa in 16 sottofamiglie.

### Filogenesi
Il genere di questa voce appartiene alla sottotribù Hieraciinae della tribù Cichorieae (unica tribù della sottofamiglia Cichorioideae). In base ai dati filogenetici la sottofamiglia Cichorioideae è il terz'ultimo gruppo che si è separato dal nucleo delle Asteraceae (gli ultimi due sono Corymbioideae e Asteroideae). La sottotribù Hieraciinae fa parte del "quinto" clade della tribù; in questo clade è posizionata alla base ed è "sorella" al resto del gruppo comprendente, tra le altre, le sottotribù Microseridinae e Cichoriinae. Il genere Hieracium (insieme al genere Pilosella) costituisce il nucleo principale della sottotribù Hieraciinae e formano (insieme ad altri generi minori) un "gruppo fratello" posizionato nel "core" delle Hieraciinae.
Il genere Hieracium è un genere estremamente polimorfo con maggioranza di specie apomittiche. Di questo genere sono descritte circa 1000 specie sessuali e oltre 3000 specie apomittiche, delle quali circa 250 e più sono presenti nella flora spontanea italiana. Alcuni taxon collegati alle varie specie del genere sono sottospecie, altri sono considerati aggregati (o inclusi), e altri ancora sono considerati "intermediari" (o impropriamente ibridi in quanto queste specie essendo apomittiche non si incrociano e quindi non danno prole feconda) con altre specie. A causa di ciò si pongono dei problemi di sistematica quasi insolubili e per avere uno sguardo d'insieme su questa grande variabilità può essere necessario assumere un diverso concetto di specie. Qui in particolare viene seguita la suddivisione del materiale botanico in sezioni così come sono elencate nell'ultima versione della "Flora d'Italia".
La specie di questa voce è descritta all'interno della sezione Hieracium sect. Oleosa i cui caratteri principali sono:
- le specie di questo gruppo sono piante di tipo fillopode (raramente sono hypofillopode);
- i peli ghiandolari e quelli stellati sono poco presenti;
- le foglie basali sono attenuate e più o meno brevemente picciolate;
- le foglie cauline in genere sono poco numerose con piccioli alati;
- i margini degli alveoli del ricettacolo sono cigliati;
- la fioritura è tardo-primaverile (fino a estiva).

L'indumentum è uno degli elementi più importanti per distinguere le varie specie. H. juranum è caratterizzato dalla seguente pubescenza:
| Tipo peli                                       | Caule                                              | Foglie                                             | Peduncoli dei capolini | Brattee involucrali                                        |
| ----------------------------------------------- | -------------------------------------------------- | -------------------------------------------------- | ---------------------- | ---------------------------------------------------------- |
| Peli semplici: lunghi 3 – 5 mm, molli e bianchi | Da sparsi a densi                                  | Sparsi sulle pagine; densi sui margini e nervature | Solitari o assenti     | Densi                                                      |
| Peli ghiandolari                                | Dal basso: assenti o solitari fino a densi in alto | Assenti                                            | Da sparsi a densi      | Densi, lunghi 0,8 –1 mm                                    |
| Peli stellati                                   | Assenti (in basso) e sparsi (in alto)              | Assenti                                            | Densi                  | Da sparsi a densi sul margine, solitari e sparsi sul dorso |

Il numero cromosomico di  H. juranum è: 2n = 27 e 36.

### Sottospecie
Per questa specie sono riconosciute le seguenti sottospecie:
- Hieracium juranum subsp. angliciforme (Zahn) Greuter, 2010 - Distribuzione: Spagna
- Hieracium juranum subsp. bornandinum  (Palez. & Zahn) Greuter, 2008 - Distribuzione: Francia
- Hieracium juranum subsp. conocerinthe  (Arv.-Touv. & Gaut.) Greuter, 2007 - Distribuzione: Spagna
- Hieracium juranum subsp. doronicoides  (Arv.-Touv.) Greuter, 2007 - Distribuzione: Francia e Spagna
- Hieracium juranum subsp. globulariiforme  (Arv.-Touv. & Gaut.) Greuter, 2008 - Distribuzione: Francia
- Hieracium juranum subsp. hedypnoides  (Zahn) Greuter, 2008 - Distribuzione: Spagna
- Hieracium juranum subsp. issleri  (Touton & Zahn) Greuter, 2008 - Distribuzione: Francia
- Hieracium juranum subsp. juranum - Distribuzione: Italia, Francia, Spagna e Svizzera
- Hieracium juranum subsp. lividulum  (Arv.-Touv. & Gaut.) Greuter, 2008 - Distribuzione: Francia e Spagna
- Hieracium juranum subsp. lustratum  (Arv.-Touv. & Guilhot) Greuter, 2008 - Distribuzione: Francia
- Hieracium juranum subsp. oleicoloriforme  (Zahn) Greuter, 2008 - Distribuzione: Francia e Spagna
- Hieracium juranum subsp. penaeum  (Arv.-Touv.) Greuter, 2008 - Distribuzione: Spagna
- Hieracium juranum subsp. praerosum  (Arv.-Touv.) Greuter, 2008 - Distribuzione: Francia
- Hieracium juranum subsp. pullatum  (Arv.-Touv.) Greuter, 2007 - Distribuzione: Francia
- Hieracium juranum subsp. stelliceps  (Zahn) Greuter, 2007 - Distribuzione: Spagna
- Hieracium juranum subsp. trichodoronicum  (Arv.-Touv. & Gaut.) Greuter, 2008 - Distribuzione: Francia e Spagna
- Hieracium juranum subsp. valerianifolium  (Arv.-Touv. & Gaut.) Greuter , 2010 - Distribuzione: Francia

### Specie simili
Due specie abbastanza simili a quella di questa voce sono: Hieracium cerinthoides e Hieracium murorum. Infatti per alcuni Autori H. juranum ha dei caratteri intermedi tra queste due specie.